# Dimension 404
Dimension 404 è una serie televisiva antologica statunitense creata da Will Campos, Dez Dolly, Daniel Johnson e David Welch, per Hulu.
La serie, prodotta da RocketJump e Lionsgate Television è ispirata a Ai confini della realtà e The Outer Limits.
Il titolo della serie è un misto tra il nome del programma radiofonico del 1950 Dimension X e il numero 404, usato su internet, che sta a significare un errore nella pagina.
Tra gli attori che compaiono nella prima stagione ci sono: Robert Buckley, Lea Michele, Sarah Hyland, Patton Oswalt, Ashley Rickards, Lorenza Izzo, Megan Mullally, Ryan Lee e molti altri, mentre Mark Hamill è il narratore.

## Episodi
| Stagione       | Episodi | Prima TV originale | Pubblicazione Italia |
| -------------- | ------- | ------------------ | -------------------- |
| Prima stagione | 6       | 2017               | 2018                 |

## Personaggi e interpreti

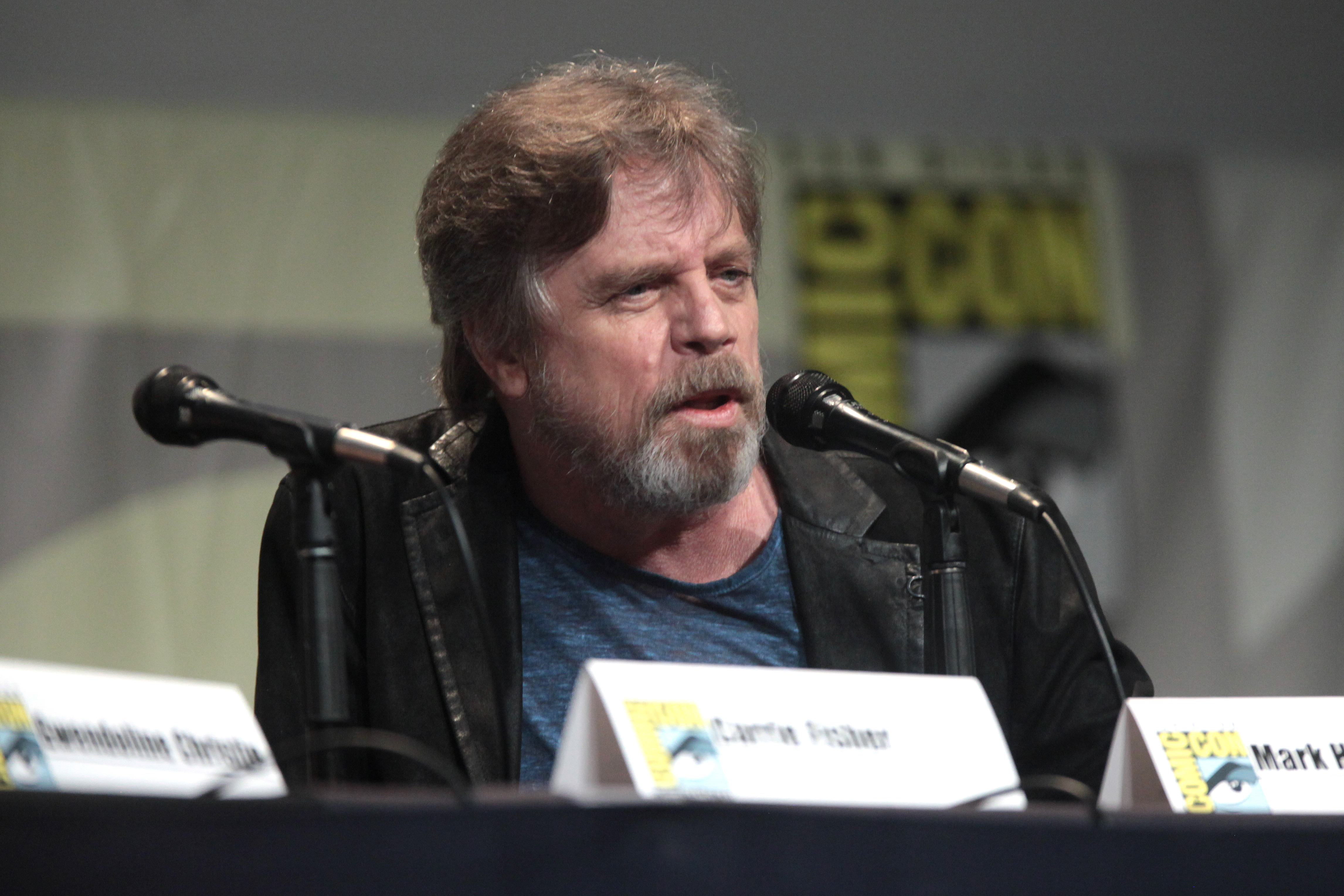
Mark Hamill

- Mark Hamill è il narratore.

### Prima stagione

#### Episodio 1: Matchmaker
- Adam, interpretato da Robert Buckley.
- Amanda, interpretata da Lea Michele.
- Greg, interpretato da Matt L. Jones.
- Dr. Matthew Maker, interpretato da Joel McHale.
- Becky, interpretata da Karissa Lee Staples.
- Cate, interpretata da Catherine Garcia.
- Mario, interpretato da Mario Garcia.

#### Episodio 2: Cinethrax
- Chloe, interpretata da Sarah Hyland.
- Zach, interpretato da Daniel Zovatto.
- Zio Dusty, interpretato da Patton Oswalt.
- Brie, interpretata da Casimere Jolette.
- Shannon, interpretata da Ashly Burch.
- Concession Stand Teen, interpretato da Tom Plumley.
- Cosplay Nerd, interpretato da Sean Przano.
- Arnie, interpretato da Joey Scoma.
- Alexis, interpretata da CC Weske.

#### Episodio 3: Chronos
- Susan Hirsch, interpretata da Ashley Rickards.
- Lord Entropy, interpretato da Anthony Oh.
- Alex Kapour, interpretato da Utkarsh Ambudkar.
- Unnamed Animator, interpretato da Parry Shen.
- Professor Dobkin, interpretato da Charles Fleischer.
- Wally Nash, interpretato da Pepe Serna.
- Time Ryder, interpretato da Matthew Del Negro.
- Julie Hirsch, interpretata da Julie Dove.
- Susan Hirsch da giovane, interpretata da LaLa Nestor.
- Guardia #1, interpretato da James Babson.
- Guardia #2, interpretato da Anthony Alabi.

#### Episodio 4: Polybius
- Andrew Meyers, interpretato da Ryan Lee.
- Jess, interpretata da Sterling Beaumon.
- Amy, interpretata da Gabrielle Elyse.
- Agent X, interpretato da Ken Foree.
- Dennis, interpretato da Tucker Albrizzi.
- Wilma, interpretata da Adrienne Barbeau.
- Melvin Raimi, interpretato da Davis Desmond.
- Coach Wurgler, interpretato da Travis Myers.
- Polybius Creature, interpretato da Douglas Tait.
- Detective, interpretato da Chris Wylde.

#### Episodio 5: Bob
- Bob, interpretato da Tom Noonan.
- Director Stevens, interpretata da Megan Mullally.
- Jane, interpretata da Constance Wu.
- Chris, interpretato da Malcolm Barrett.
- Beth, interpretata da Melanie Thompson.

#### Episodio 6: Impulsive
- Val Hernandez/"Speedrun", interpretata da Lorenza Izzo.
- Kojima, interpretato da Kenneth Choi.
- Evan, interpretato da Matt Lauria.
- Roy Torvald/"Killohertz", interpretato da Cody Johns.

## Produzione
I 6 episodi della prima stagione, sono stati ordinati da Hulu nel febbraio del 2016, con Dez Dolly, nel ruolo di sceneggiatrice.

### Casting
L'8 giugno 2016, venne annunciato l'ingresso nel cast di Lea Michele, Robert Buckley e Ryan Lee. Una settimana dopo si uniscono anche Joel McHale e Sarah Hyland. Lo stesso mese entrano anche: Patton Oswalt, Megan Mullally, Sterling Beaumon, Ashley Rickards e Constance Wu. Nel mese di luglio entrano: Lorenza Izzo, Daniel Zovatto e Tom Noonan.
Il 21 marzo 2017, è stato annunciato che Mark Hamill, sarebbe stato il narratore.

### Riprese
Le riprese della serie sono cominciate a Los Angeles nel giugno del 2016.

## Distribuzione
Il trailer ufficiale della serie è stato pubblicato sul canale YouTube RocketJump il 28 marzo 2017.
La serie è stata pubblicata su Hulu dal 4 aprile 2017.

## Accoglienza
Sull'aggregatore di recensioni Rotten Tomatoes ha un indice di gradimento del 67% con un voto medio di 8,0 su 10, basato su 6 recensioni.